# Криже (Тржич)
Криже (словен. Križe) — поселення в общині Тржич, Горенський регіон, Словенія. Висота над рівнем моря: 531,2 м.